# Francis Burdett
Sir Francis Burdett (født 25. januar 1770, død 23. januar 1844) var en engelsk politiker.
Burdett, der tilhørte  af en gammel normannisk adelsæt, ægtede 1793 en datter af den rige bankier Coutts og  arvede 1797 sin faders store godser. Under et ophold i Paris 1789 overværede han møder i Nationalforsamlingen og i klubberne og blev stærkt påvirket deraf. I 1796 valgtes Burdett til Underhuset og talte allerede 1797 imod fortsættelse af krigen med Frankrig. I 1802 opnåede han valg i Middlesex efter en heftig og kostbar valgkamp; men både dette valg og omvalget 1805 forkastedes efter langvarige undersøgelser og medførte umådelige omkostninger (40000 £). Derimod valgtes han 1807 i Westminster uden nogen udgift, men efter livlig kamp og blev siden uafbrudt genvalgt indtil 1837. 